# 요한나 구드룬 욘스도티르
요한나 구드룬 욘스도티르(Jóhanna Guðrún Jónsdóttir, 1990년 10월 16일 ~ )은 덴마크 출신 아이슬란드의 가수이다. 유로비전 송 콘테스트 2009에서 아이슬란드 대표로 참가했다.